# Mettmenstetten
Mettmenstetten (gsw. Mättmischtette, Mättmi; gzu. Mäpmischtette, Mäpmi) – miejscowość i gmina (Politische Gemeinde) w północnej Szwajcarii, w kantonie Zurych, w okręgu (Bezirk) Affoltern.

## Demografia
W Mettmenstetten mieszka 5635 osób. W 2021 roku 15,9% populacji gminy stanowiły osoby urodzone poza Szwajcarią.

## Transport
Przez teren gminy przebiegają autostrada A4 oraz drogi główne nr 382 i nr 383.